# Enterocloster clostridioformis
Enterocloster clostridioformis es una especie de bacteria del género Enterocloster. Fue descrita en el año 2020, es la especie tipo. Su etimología hace referencia a forma de huso. Anteriormente conocida como Clostridium clostridioforme y Bacteroides clostridiiformis. Se describe como gramnegativa, aunque posiblemente sea grampositiva como otras especies del mismo género. Es anaerobia estricta y formadora de esporas. En algunas cepas se ha observado movilidad. Tiene un tamaño de 0,4-0,7 μm de ancho por 1-3 μm de largo. Se ha aislado de heces humanas y de muestras clínicas como líquido peritoneal y absceso hepático. Se ha descrito como portador del gen vanB de resistencia a la vancomicina.